# Moravský vrabec

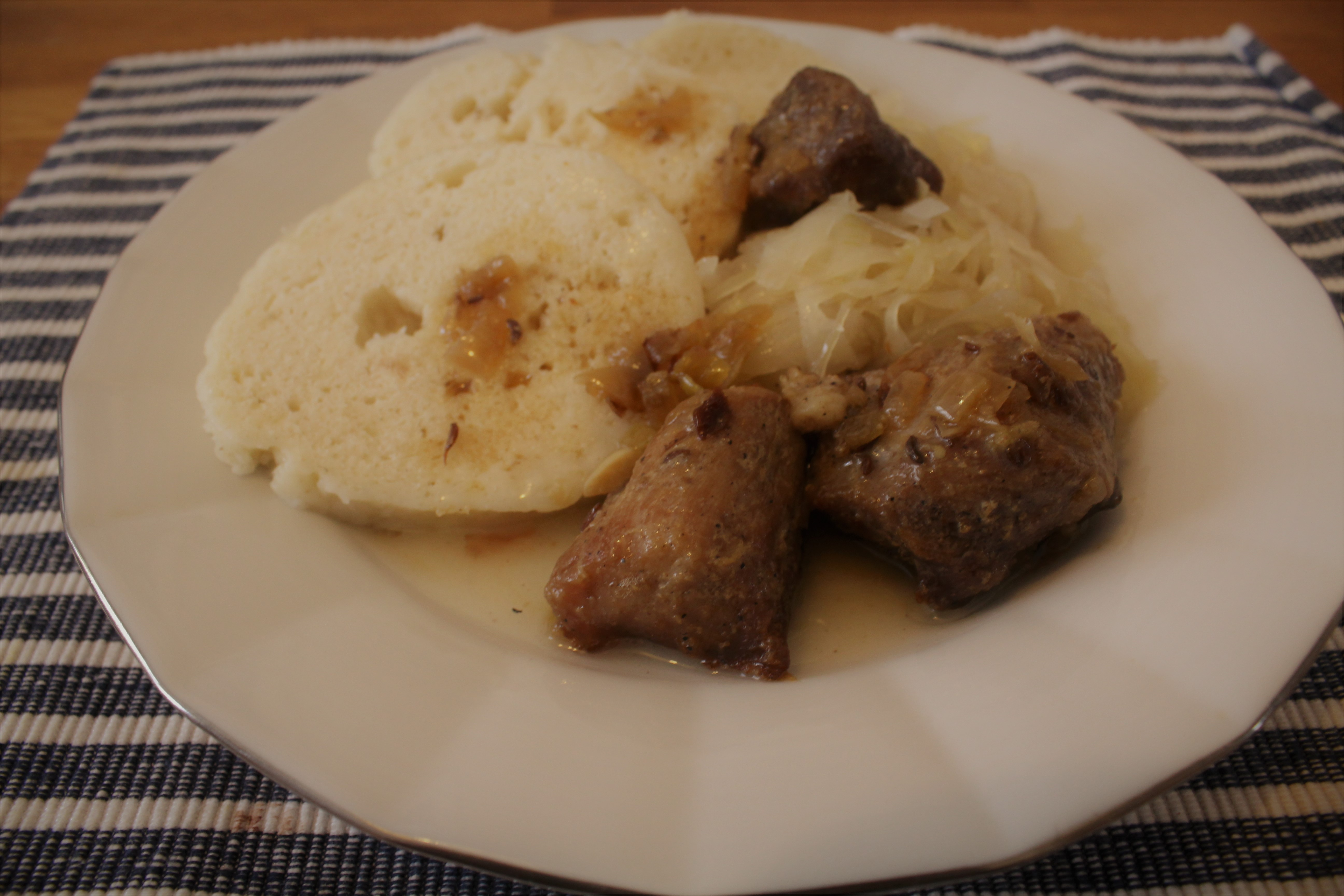
Moravský vrabec, domácí úprava 2016

Moravský vrabec je tradiční pokrm z moravské kuchyně. Jedná se o kousky připravované ve dvou fázích, na počátku dušené a následně pečené kousky vepřového masa (obvykle prorostlého), ochucené česnekem, kmínem a solí, někdy podlité vínem nebo pivem. Významnou součástí přípravy je velké množství středně krájené cibule. Tyto kousky se podávají s kysaným zelím, knedlíky a špenátem.

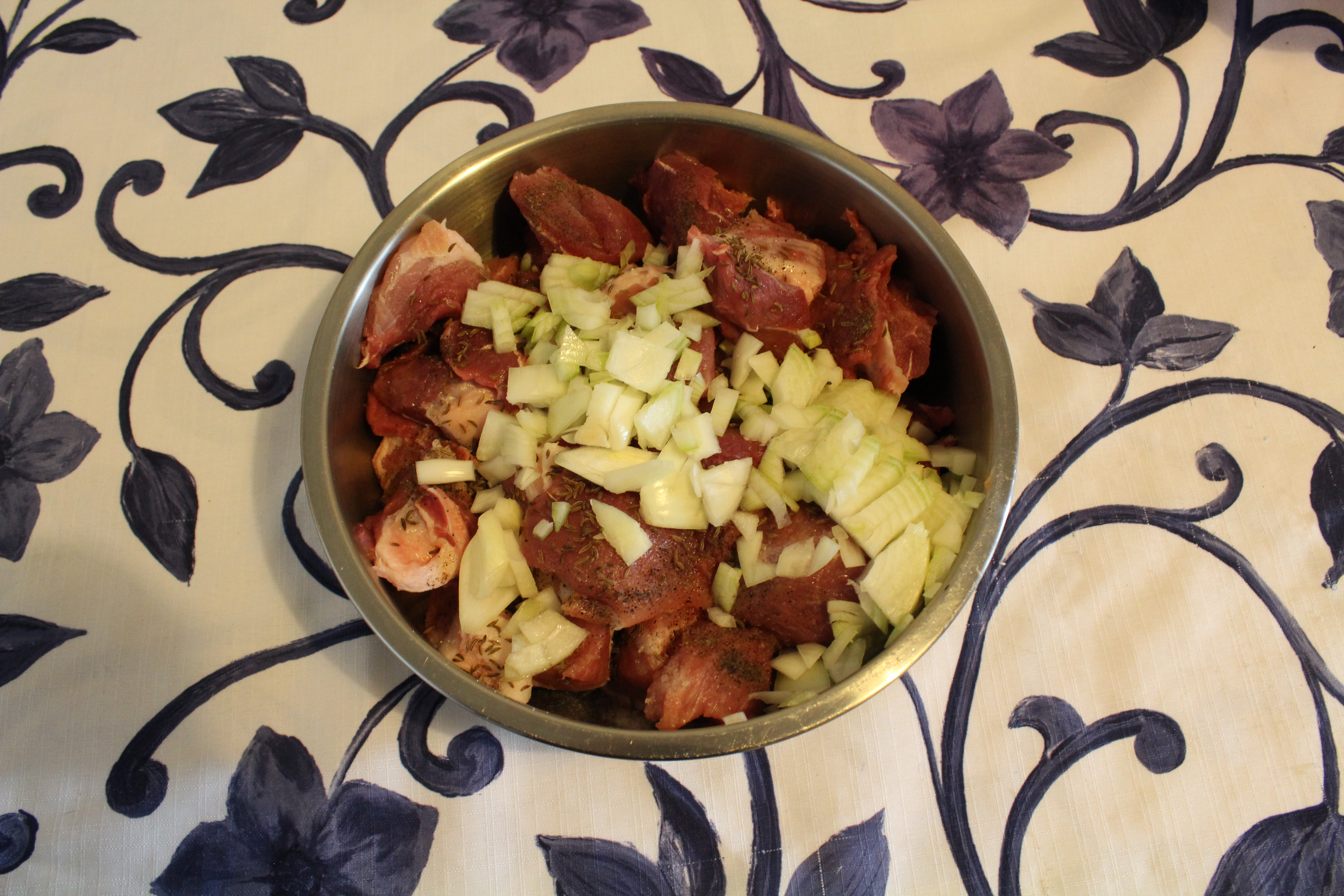
Tři druhy vepřového masa připravené pro moravského vrabce

Často se uvádí, že moravský vrabec pochází z oblasti Slovácka, ale běžně se vyskytuje i v Čechách. Podle některých etymologů tento název pochází od některého kuchaře pracujícího v Čechách (v období formování kolekcí pokrmů Čech, Moravy i Slezska), který tak tento pokrm nazval, aby vynikl v jídelním lístku, protože nápadně upomínal na některá typická moravská jídla. Tento pokrm byl ale znám i dříve pod názvem vrabci (protože kousky masa připomínají malé ptáčky), případně pod názvem dráčci. Pokrm se pod názvem moravský vrabec poprvé objevuje zhruba po roce 1908.